# Herrschaft Balzheim

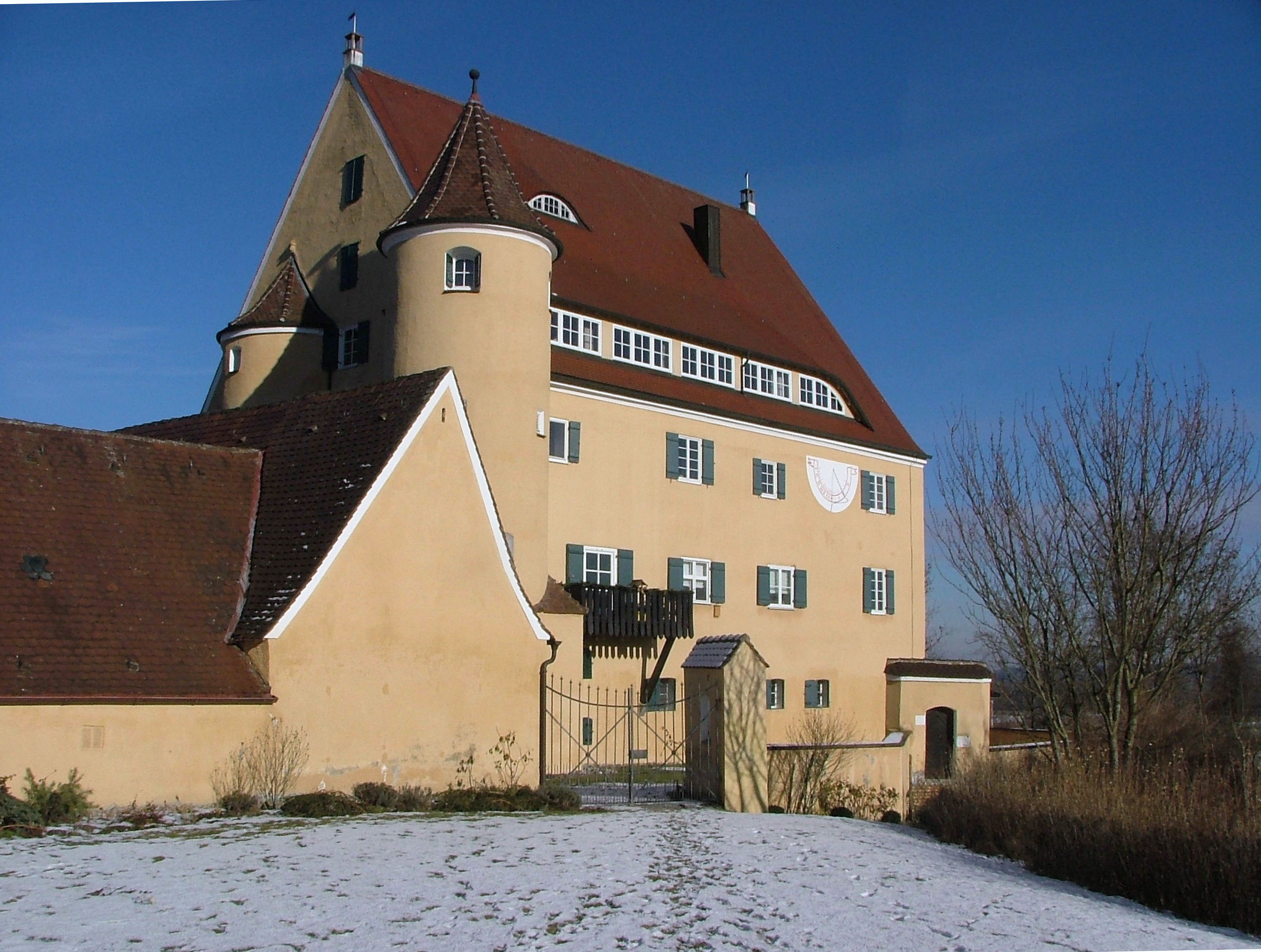
Schloss Balzheim

Die Herrschaft Balzheim mit Sitz auf der Burg in Balzheim, heute eine Gemeinde im Alb-Donau-Kreis in Baden-Württemberg, gehörte den Grafen von Grüningen-Landau unter der Landeshoheit von Österreich. Die Herrschaft gelangte an die Grafen von Kirchberg, die sie 1490 an Walter Ehinger verkauften. Die Ehinger von Balzheim erloschen 1734.
Im Jahr 1740 erwarb der aus Esslingen am Neckar stammende und in Wien als Bankier tätige Franz Gottlieb von Palm (1691–1749) die Herrschaft Balzheim.
Im Jahr 1805 gelangte die Herrschaft zunächst an das Kurfürstentum bzw. seit 1806 Königreich Bayern. 1810 wurde das Gebiet gemäß den Regelungen im Grenzvertrag von 1810 an das Königreich Württemberg abgetreten und dem Oberamt Wiblingen zugeordnet.